# Курт фон Прісдорфф
Вільгельм Вернер Курт фон Прісдорфф (нім. Wilhelm Werner Kurt von Priesdorff; 19 жовтня 1881, Берлін — 5 вересня 1967, Наубург) — німецький офіцер і військовий історик, майор Прусської армії.

## Біографія
Представник знатного богемського роду. Син майора Луїса фон Прісдорффа (1838–1900) і його дружини Мінни, уродженої Краузе (1844–1889).
З 1892 по 1900 року був кадетом в Оранієнштайні і Ліхтерфельде, а в 1899 і 1900 року служив пажом при імператорському дворі в Берліні. Закінчивши гімназію у січні 1900 року, у лютому того ж року він вступив фенріхом до гренадерського полку «Кронпринц» (1-й східно-пруський) №1 у Штеттіні. З квітня до грудня того ж року він навчався у Данцизькій військовій школі і був призначений лейтенантом до гренадерського полку «Король Фрідріх Вільгельм IV». (1 Померанський) №2 18 січня 1901 року, з офіційним призначенням на посаду 20 червня 1899 року. З 1905 по 1908 рік він служив там ад'ютантом батальйону, і його командир, оберст Георг Бок фон Вюльфінген, доручив йому скласти список офіцерів полку. Прісдорфф часто проводив час, вивчаючи архіви Таємної військової канцелярії, прусського військового міністерства та Генерального штабу. Це пробудило в ньому інтерес до біографій всіх прусських генералів. 1 жовтня 1910 року він був направлений до Прусської військової академії в Берліні, де в 1909 році отримав звання оберлейтенанта. Закінчивши її у 1910 році, він повернувся до свого полку полковим ад'ютантом 1 жовтня. 1 жовтня 1913, отримавши звання гауптмана, він став ад'ютантом 37-ї піхотної бригади в Ольденбурзі 1 жовтня.
Першу світову війну Прісдорфф провів з кінця 1914 року в Центральному управлінні Військового міністерства, а в 1915 році — в ескорті командувача австро-угорських військ Франца Конрада фон Гецендорфа. Він отримав звання майора та пішов у відставку. У 1918 році його деякий час розглядали як наступника військового міністра Генріха Шойха. 1 квітня 1918 року його було призначено до відділу рейхстагу прусського військового міністерства, де з кінця червня 1919 року обіймав посаду начальника штабу молодшого статс-секретаря Пауля Гере. Пізніше він був консультантом в Імперському управлінні з ліквідації.
Після провалу Каппського заколоту 17 березня 1920 року антиреспубліканських офіцерів було звільнено з берлінської поліції безпеки (Зіпо) та замінено офіцерами, лояльними уряду. 23 березня 1920 року Прісдорффа призначили начальником поліцейського управління та таємним радником, а невдовзі після цього — інспектором берлінської поліції безпеки. Завданням Прісдорффа було розформувати Зіпо, що, згідно з наказом союзників, мало розпочатися з червня 1920 року.
Після закінчення берлінського терміну служби він переїхав до родового маєтку своєї дружини у Фрайбурзі в 1921 році і в 1922 році відновив пошуки матеріалу для своїх військово-історичних праць. Будучи гостем Таємного державного архіву, він зміг уважно вивчити та скопіювати особисті справи колишньої Таємної військової канцелярії. Результатом цих досліджень стала праця «Солдатське керівництво», яку планувалося викласти у 15 томах. Десять томів було опубліковано, інші збереглися як рукописи. Вони стали найважливішим джерелом для подальших досліджень, оскільки архіви Таємної військової канцелярії були значно знищені бомбардуваннями.
У 1923 році Густав Штреземан призначив його до Міністерства закордонних справ у Берліні. У 1930-х роках він деякий час працював історичним консультантом під час створення художнього фільму «Фрідерікус» (1936).
Повернувшись у Фрайбург вже у 1943 році, після Другої світової війни у 1945 році він став членом міської ради Фрайбурга, головою відділу у справах біженців (із серпня 1945 по 1947 рік), мировим суддею (1946) та заступником голови парафіяльної ради Фрайбурга. В 1947 році він залишив усі свої посади за станом здоров'я.
Курт фон Прісдорфф помер 5 вересня 1967 року в клініці доктора Шіле в Наумбурзі. Він був похований 9 вересня 1967 року на новому цвинтарі у Фрайбурзі.

## Сім'я
5 жовтня 1912 року одружився в Берліні з Верою Ферстер (18 травня 1892, Фрайбург — 12 квітня 1986, Ганновер). В пари народились 7 дочок, тому рід обірвався по чоловічій лінії. В 1947 році дочка Пріссдорффа Вера народила позашлюбного сина Гаральда († 2021), який прийняв прізвище. 

## Нагороди[10]
- Орден Корони (Пруссія) 4-го класу
- Орден Святого Йоанна (Бранденбург), почесний лицар
- Орден Альберта Ведмедя, лицарський хрест 2-го класу
- Орден Генріха Лева 4-го класу
- Почесний хрест ветерана війни з мечами